# نفود الثويرات
نفود الثويرات هي صحراء رملية تمتد من شرق حائل مروراً بشرق القصيم وتحاصر الزلفي من الشمال والغرب، وفيها مركز الثوير وهي من القرى الكبيرة وتقع وسط نفود الثويرات ويوجد فيها مركز إمارة ومرافق حكومية، وتبعد عن محافظة الشماسية حوالي 20 كم ناحية الشمال.